# Mary Terán de Weiss
María Terán de Weiss, connue en Argentine comme Mary Terán de Weiss et parfois comme María Teran Weiss, est une joueuse de tennis argentine, née le 29 janvier 1918 à Rosario et morte le 8 décembre 1984 à Mar del Plata.

## Biographie
Elle joue de 1938 à 1959. Elle représente le Club Atlético River Plate.
Première star du tennis argentin, elle est désignée joueuse no 1 dans son pays en 1941, en 1944 et de 1946 à 1948. Sur le plan international, elle figure parmi les 20 meilleures joueuses mondiales. Ses meilleures performances sont deux quarts de finale à Roland-Garros, en 1948 et en 1952. Elle remporte l'All England Plate (en) en 1948 et plusieurs tournois internationaux en Irlande en 1950 ou encore à Cologne et Baden-Baden en 1951. Cette année-là, elle s'illustre à l'occasion des Jeux panaméricains organisés à Buenos Aires : elle remporte en effet deux médailles d'or en simple et en double dames (avec Felisa Piedrola de Zappa), ainsi qu'une en bronze en double mixte (avec Alejo Russell).
Sous la première présidence de Juan Perón, elle est, avec Juan Manuel Fangio, conseillère aux sports auprès de la mairie de Buenos Aires. Elle œuvre notamment à la promotion du sport féminin en tant que vice-présidente de l'association Ateneo Deportivo Femenino Evita et elle participe à la popularisation du tennis en organisant des tournois dans les écoles.
Son engagement politique pour le péronisme pendant la dictature militaire à la fin des années 1950 lui vaut des critiques du milieu du tennis argentin au point que celui-ci, par l'intermédiaire du dictateur Pedro Eugenio Aramburu, exige auprès de la Fédération internationale sa suspension de toute compétition internationale. La demande est rejetée mais elle est néanmoins interdite de participation sportive en Argentine. Persécutée, elle s'exile en Uruguay puis en Espagne, où elle parvient à continuer sa carrière en Europe. À son retour en 1959, certaines joueuses refusent de l'affronter lors des championnats nationaux.
Ignorée pendant des décennies par l'État, les médias et les organisations sportives, elle se suicide en sautant du balcon d'un immeuble à Mar del Plata le 8 décembre 1984. Afin de rétablir sa mémoire, la ville de Buenos Aires décide en 2006 de nommer en son nom un nouveau stade, notamment utilisé pour accueillir des rencontres de Coupe Davis.

## Vie privée
Elle était mariée avec le joueur Heraldo Weiss, rencontré au début des années 1940 et mort d'un cancer en 1952.